# Jenny Berlin – Tod am Meer
Tod am Meer ist ein deutscher Fernsehfilm von Johannes Fabrick aus dem Jahr 2000. Es handelt sich um den Pilotfilm der ZDF-Kriminalfilmreihe Jenny Berlin, die ab 2002 unter dem Titel Einsatz in Hamburg ausgestrahlt wurde.

## Handlung
Bei einem Überfall auf eine Videothek, bei dem der jugendliche Sascha Klein den Besitzer schwer verletzt und erfolgreich mit dem Diebesgut von dannen zieht, gibt die Kriminalpolizei den Straftäter zur Fahndung heraus. Bei den Ermittlungen stellt sich heraus, dass Kleins Vater ein zweifacher Polizistenmörder ist, der nun nach seiner abgesessenen Haft aus dem Gefängnis entlassen worden ist. Sein Vater hatte seinem Sohn in der Videothek, die er überfallen hatte, eine VHS zukommen lassen, die er doch unbedingt ansehen sollte. Als Sascha Klein schließlich gestellt werden kann, kommt in die JVA, wo er sich dem Heißen Stuhl unterziehen muss. Die Kommissarin Jenny Berlin setzt sich für den Jugendlichen ein, um ihn derartige Foltermethoden zu ersparen. Sascha Klein gelingt es, der Polizei zu entfliehen und es kommt zu einem erneuten Streit in der Videothek, wobei bei einer wiederholten Messerstecherei der Händler diesmal tödlich getroffen wird. Der Jugendliche flieht geistesgegenwärtig an den Ferienort seiner Kindheit, wo er seinen straffälligen Vater vermutet. Jenny Berlin, die aufgrund des Ausbruchs Sascha Klein, suspendiert wird, kann den jungen Mann aufspüren. Er nimmt sie als Geisel gefangen.

## Hintergrund
Der Film wurde 1999 in Hamburg und Umgebung gedreht am 28. Oktober 2000 um 20:15 Uhr im ZDF erstausgestrahlt.

## Kritik
Die Kritiker der Fernsehzeitschrift TV Spielfilm vergaben dem Film die bestmögliche Wertung, sie zeigten mit dem Daumen nach oben. Sie konstatierten: „Gefühlsbetonter Krimi mit neuer Art Heldin“.